# Pedostrangalia
Pedostrangalia is een kevergeslacht uit de familie van de boktorren (Cerambycidae). De wetenschappelijke naam van het geslacht werd voor het eerst geldig gepubliceerd in 1896 door Sokolov.

## Soorten
Pedostrangalia omvat de volgende soorten:
- Pedostrangalia adaliae (Reitter, 1885)
- Pedostrangalia ariadne Daniel K., 1904
- Pedostrangalia emmipoda (Mulsant, 1863)
- Pedostrangalia femoralis (Motschulsky, 1860)
- Pedostrangalia kurda Sama, 1996
- Pedostrangalia raggii Sama, 1992
- Pedostrangalia riccardoi Holzschuh, 1984
- Pedostrangalia verticalis (Germar, 1822)
- Pedostrangalia verticenigra (Pic, 1892)
- Pedostrangalia afghanistana Satô & Ohbayashi, 1976
- Pedostrangalia imberbis (Ménétriés, 1832)
- Pedostrangalia muneaka (Mitono & Tamanuki, 1939)
- Pedostrangalia nobilis Holzschuh, 2008
- Pedostrangalia quadrimaculata Chen & Chiang, 1996
- Pedostrangalia revestita (Linnaeus, 1767)
- Pedostrangalia rubricosa Holzschuh, 2008
- Pedostrangalia signifera Holzschuh, 1999
- Pedostrangalia tokatensis Sama, 1996
- Pedostrangalia tricolorata Holzschuh, 1991
- Pedostrangalia ulmi Holzschuh, 1982